# Cod ATC C07
Codul ATC C07 Beta-blocante este o parte a sistemului de clasificare anatomică, terapeutică și chimică a medicamentelor, un sistem dezvoltat de către Organizația Mondială a Sănătății (OMS) pentru clasificarea medicamentelor și a altor produse medicinale. Subgrupul C07 este o parte a grupului C Sistemul cardiovascular.
Codurile pentru preparatele de uz veterinar sunt create prin alipirea literei Q în fața codului ATC corespunzător produsului pentru uz uman; de exemplu, QC07. Codurile ATCvet care nu au un cod ATC corespunzător produsului de uz uman sunt citate începând cu Q în lista următoare.

## C07ABeta-blocante

### C 07 AA Beta-blocante neselective
C07AA01 Alprenolol
C07AA02 Oxprenolol
C07AA03 Pindolol
C07AA05 Propranolol
C07AA06 Timolol
C07AA07 Sotalol
C07AA12 Nadolol
C07AA14 Mepindolol
C07AA15 Carteolol
C07AA16 Tertatolol
C07AA17 Bopindolol
C07AA19 Bupranolol
C07AA23 Penbutolol
C07AA27 Cloranolol
QC07AA90 Carazolol

### C 07 AB Beta-blocante selective
C07AB01 Practolol
C07AB02 Metoprolol
C07AB03 Atenolol
C07AB04 Acebutolol
C07AB05 Betaxolol
C07AB06 Bevantolol
C07AB07 Bisoprolol
C07AB08 Celiprolol
C07AB09 Esmolol
C07AB10 Epanolol
C07AB11 Atenolol
C07AB12 Nebivolol
C07AB13 Talinolol
C07AB14 Landiolol

### C 07 AG Betablocante cu acțiune α-blocantă
C07AG01 Labetalol
C07AG02 Carvedilol